# Hartsdale
Hartsdale – jednostka osadnicza w Stanach Zjednoczonych, w stanie Nowy Jork, w hrabstwie Westchester.
W 1896 powstało tu pierwsze na świecie krematorium z cmentarzem dla zwierząt domowych (Hartsdale Pet Cemetary and Crematorium).